# Sola, Madžarska
Sola ali Glava Zale (madžarsko Szalafő) je vas na Madžarskem, ki upravno spada v podregijo Őriszentpéter Železne županije.
V bližini je najstarejši skansen na Madžarskem.